# Swedish Pro Tennis Championships 1973
Lo Swedish Pro Tennis Championships 1973 è stato un torneo di tennis giocato sintetico indoor. È stata la 2ª edizione dello Swedish Pro Tennis Championships che fa parte del World Championship Tennis 1973. Si è giocato allo Scandinavium di Göteborg in Svezia dal 23 al 29 aprile 1973.

## Campioni

### Singolare maschile
Stan Smith ha battuto in finale  John Alexander con il punteggio di 5–7, 6–4, 6–2

### Doppio maschile
Roy Emerson /  Rod Laver hanno battuto in finale  Nikola Pilić /  Allan Stone con il punteggio di 6–7, 6–4, 6–1